# (3350) Scobee
(3350) Scobee ist ein Asteroid des Hauptgürtels, der am 8. August 1980 vom US-amerikanischen Astronomen Edward L. G. Bowell entdeckt wurde. 
Der Asteroid wurde nach dem amerikanischen Astronauten Francis R. Scobee benannt, der als Kommandant des Challenger-Fluges STS-51-L am 28. Januar 1986 ums Leben kam.